# Liste der Kulturdenkmäler in Worms-Rheindürkheim
In der Liste der Kulturdenkmäler in Worms-Rheindürkheim sind alle Kulturdenkmäler des Stadtteils Worms-Rheindürkheim aufgeführt. Grundlage ist die Denkmalliste des Landes Rheinland-Pfalz (Stand: 1. Juni 2023).

## Einzeldenkmäler
| Bezeichnung                | Lage                        | Baujahr                              | Beschreibung | Bild                           |
| -------------------------- | --------------------------- | ------------------------------------ | --- | ------------------------------ |
| Rathaus                    | Eduard-Paret-Straße 25 Lage | zweites Viertel des 18. Jahrhunderts | stattlicher barocker Mansardwalmdachbau mit Dachreiter mit Kuppelhaube, zweites Viertel des 18. Jahrhunderts           | Fotos hochladen                |
| Kriegerdenkmal             | Kiesplatz Lage              | um 1900                              | Kriegerdenkmal 1870/71, Germania, Sandsteinstele auf Stufensockel, 1898, Bildhauer Heinrich Schuler, Kirchheimbolanden | Fotos hochladen                |
| Gasthaus Zum Schiff        | Kirchstraße 6 Lage          | 1854–56                              | ehemaliges Gasthaus; Klinkerbau, neuklassizistische Motive, 1854–56                                                    | Fotos hochladen                |
| Simultankirche St. Peter   | Kirchstraße 7 Lage          | 1776                                 | barocker Saalbau, 1776; mit bauzeitlicher Ausstattung                                                                  | weitere Bilder Fotos hochladen |
| Toranlage                  | Kirchstraße, an Nr. 47 Lage | 1750                                 | barocke Toranlage, bezeichnet 1750                                                                                     | Fotos hochladen                |
| Evangelisches Gemeindehaus | Rhenaniastraße 1 Lage       | um 1860                              | ehemaliges Schulhaus; neuklassizistischer Putzbau, um 1860                                                             | Fotos hochladen                |